# Paolo Hewitt
Paolo Hewitt, född 11 juli 1958 i Redhill i Surrey, är en brittisk journalist, författare och biografist. 

## Biografi
Hewitt hade en svår barndom och växte till stor del upp på barnhem. Som lite äldre bodde han under en period hos Paul Wellers föräldrar, efter att ha lärt känna Paul Weller 1975. Det är även med just Paul Weller som Hewitt mer än någon annan kommit att förknippas och de båda var nära vänner i över 25 år vilket även gav Hewitt en unik inblick i den normalt ganska slutna kretsen kring Weller. 1980 flyttade Hewitt till London. Han arbetade till en början för fanzines men fick ganska snart uppdrag för Melody Maker och blev med tiden en av Englands mer kända journalister med breda intressen inom musik, mode och annan populärkultur. Vänskapen med Weller bröts abrupt i februari 2006 utan att de båda velat kommentera orsakerna. Weller och Hewitt har sedan dess inte haft någon som helst kontakt med varandra.

## Verk
Hewitt har skrivit i brittiska tidningar såsom Melody Maker men är kanske framför allt känd som biografist och skildrare av viktiga äldre eller samtida musikgrupper och musikpersonligheter. Hewitt publicerade 1984 en av de tidigaste biografierna om The Jam, två år efter gruppens upplösning. Han har vidare skildrat modsgruppen Small Faces och gruppens sångare Steve Marriott i två separata biografier. Vidare har han haft en nära relation till Oasis och har skildrat gruppen i flera verk, ibland av reportagekaraktär. Utöver musik har Hewitt även skrivit om mode inom fotboll eller olika subkulturer. Hans hittills enda roman är "Heaven's Promise" (1993) som skildrar London under acid house-eran. "The Looked After Kid" (2010) är en självbiografi om hans barndom. Under 80-talet författade Hewitt ett antal texter på Style Councils skivfodral under pseudonymen "The Cappuccino Kid". 2007 utgav Hewitt en icke-auktoriserad biografi över den före detta vännen Weller som tar avstamp i Wellers sånger och hur de avspeglar hans liv.